# Heimersdorf
Heimersdorf je občina v departmaju Haut-Rhin francoske regije Alzacija.
Leta 2010 je v občini živelo 655 oseb oz. 86 oseb/km².